# Floresta de Oden

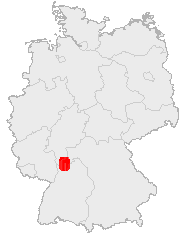
Mapa mostrando a localização da Serra de Oden no interior da Alemanha.

A Floresta de Oden (em alemão: Odenwald) é uma região montanhosa bastante arborizada da Alemanha localizada entre o sul do Hesse, o noroeste da Baviera e o norte de Bade-Vurtemberga. As duas maiores elevações dessa serra são Katzenbuckel (626 metros) e a Neunkircher Höhe (605 metros).

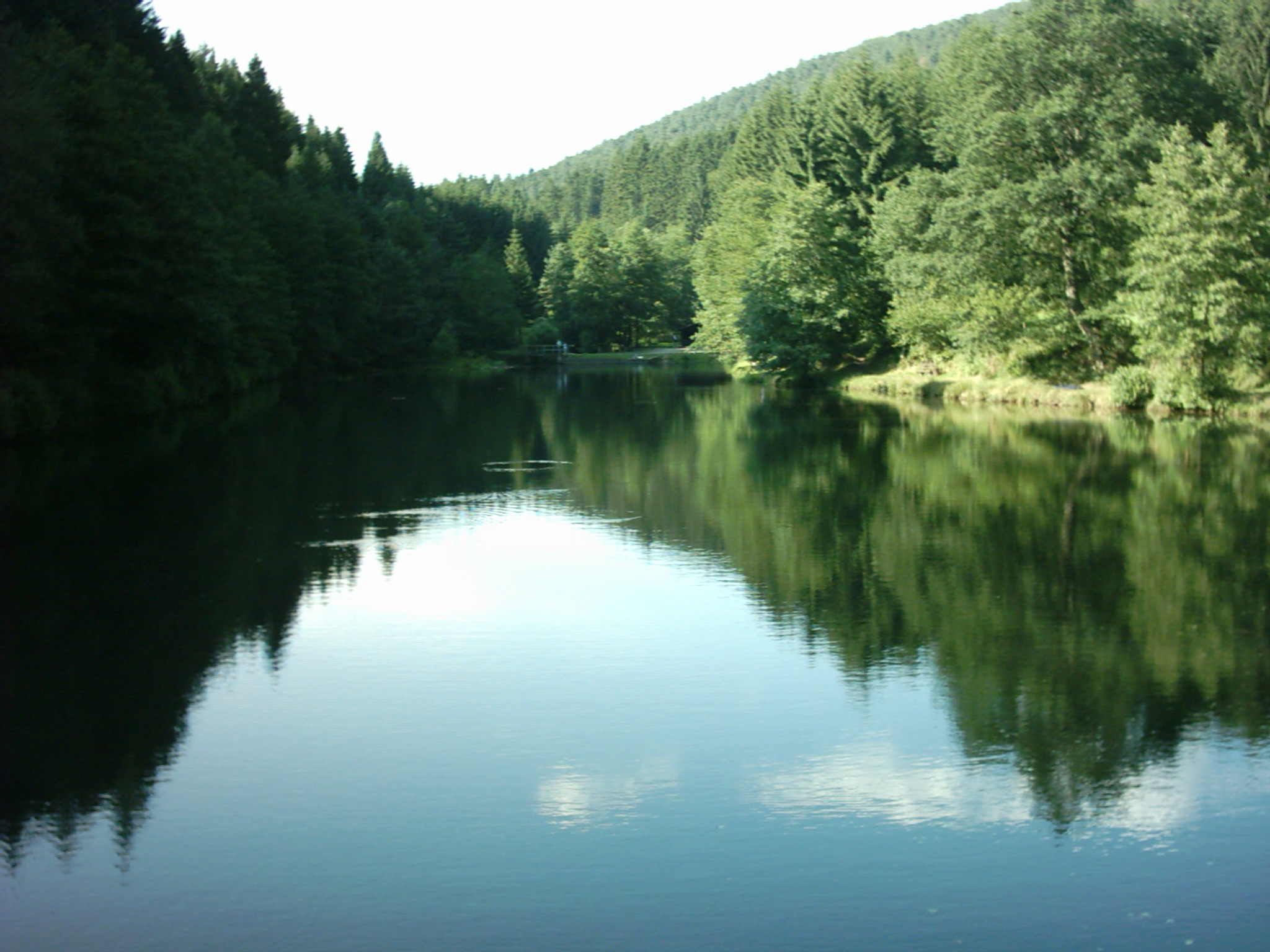
Rio Eutersee, próximo a Hesseneck